# Tuao
Tuao is een gemeente in de Filipijnse provincie Cagayan op het eiland Luzon. Bij de laatste census in 2007 had de gemeente ruim 57 duizend inwoners.

## Geografie

### Bestuurlijke indeling
Tuao is onderverdeeld in de volgende 32 barangays:
| - Accusilian - Alabiao - Alabug - Angang - Bagumbayan - Barancuag - Battung - Bicok - Bugnay - Bulagao - Cagumitan | - Cato - Culong - Dagupan - Fugu - Lakambini - Lallayug - Malalinta - Malumin - Mambacag - Mungo - Naruangan | - Palca - Pata - Poblacion I - Poblacion II - San Juan - San Luis - San Vicente - Santo Tomas - Taribubu - Villa Laida |

## Demografie
Tuao had bij de census van 2007 een inwoneraantal van 57.154 mensen. Dit zijn 3.618 mensen (6,8%) meer dan bij de vorige census van 2000. De gemiddelde jaarlijkse groei komt daarmee uit op 0,91%, hetgeen lager is dan het landelijk jaarlijks gemiddelde over deze periode (2,04%). Vergeleken met de census van 1995 is het aantal mensen met 7.869 (16,0%) toegenomen.

De bevolkingsdichtheid van Tuao was ten tijde van de laatste census, met 57.154 inwoners op 215,5 km², 228,7 mensen per km².